# Sofie Letitre
Sofie Letitre (Zwolle, 1985) is een Nederlandse singer-songwriter.
In 2012 debuteerde ze als solomuzikant met het album Back where we come from. De Nederlandse muziekwebsite Kindamuzik omschreef het stemgeluid van Letitre als “omfloerst, met een scherp randje.” Op 12 oktober 2015 presenteerde ze haar nieuwe ep Uncanny Valley in een uitverkocht EKKO te Utrecht. De piano-gedreven nummers ruimen hier plaats in voor een elektronische productie met grote nadruk op dansbare ritmes en synths. Het karakteristieke stemgeluid van Letitre blijft echter centraal staan en kan internationaal op veel lof rekenen. De Britse muzieksite UKF karakteriseerde Letitre als "arguably one of the most interesting new vocalist artists to have emerged in our sonic sphere since Riya or Koven’s Katie Boyle."
Letitre studeerde psychologie aan de Rijksuniversiteit in Groningen. Ze heeft naast haar eigen carrière als muzikante verschillende evenementen op haar naam staan, zoals de Sunwriters Songday in Café de Stad.